# Yet another Conference

Аркадій Волож представляє новий Яндекс.Браузер на конференції 2012 року.

Yet another Conference (YaC)   — щорічна технологічна конференція, що проводиться забороненою в Україні російською компанією «Яндекс» з  2010 року. Серед обговорюваних тем  — комп'ютерна безпека, програмування, математика в комп'ютерних науках, проблеми систем зберігання та обчислення та інші теми. Проходить восени. Участь безкоштовна, за попередньою реєстрацією. У цілому YaC націлена на просунутих слухачів, що володіють знаннями у сфері інформатики та математики вище середнього; виступи проходять на російською та англійською мовами. 
Назва зібрань  — алюзія на розшифровку слова «Яндекс»  — yetanother indexer (укр. Ще один індексатор) . 

## YaC-2010
Пройшла 1 жовтня в Центрі міжнародної торгівлі. Захід було анонсовано ще на початку вересня в День Програміста. У конференції взяли участь доповідачі «Яндекса», Google, ABBYY, Intel, Oracle Corporation, Skype, Spirit, SUP, Yahoo!. 
Тематика доповідей  — тестування навантажень, системи зберігання даних, обробка даних мультимедіа, статистика та рейтинги (на прикладі LiveJournal.com), web mining.

## YaC-2011
Пройшла 19 вересня в 3 залах та безлічі секцій. Поряд з конференцією проходила і технологічна виставка. 
Разом із співробітниками «Яндекса» в заході взяли участь працівники Google, Facebook, Opera Software, Kaspersky Lab, Cloudera, Нігма, Shturmann, Cloud9 IDE. 
Серед значущих подій  — опис технології «Спектр» фахівцями Яндекс.Пошуку, новина про відкриття API російської пошуковою системою Нігма  та розповідь про сервіс Нігма-Математика, доповідь про систему моніторингу «Яндекса» Juggler та опис системи адміністрування сервісів «Яндекса». 
У конференції також брали участь дослідники з університету Тель-Авіва (доповідь Ліор Вольфа про систему розпізнавання осіб) і ІСП РАН.

## YaC-2012
Відбулася 1 жовтня 2012 року в 75 павільйоні  Міжнародного виставкового центру (ВВЦ/ВДНХ) в Москві. 
На заході виступали представники «Яндекс», Parallels, Opera Software, Microsoft Research, Nimbula, Cloud9 IDE, Google, Cisco Systems, Cogniance, Adobe. 
Основна тематика  — хмарні технології, інтернет-математика, системне адміністрування та розробка додатків під ОС «Андроїд». 
Ключовою подією став виступ генерального директора «Яндекса» Аркадія Воложа та оголошення про вихід «Яндекс.Браузера» власної розробки. 
Виступив також представник Opera Software, який розповів про технології Opera Turbo, яка буде інтегрована в браузер Яндекс. 
Анонсовано відкриття власного магазину додатків Yandex.Store. 
Серед інших доповідей  — розповідь про систему CRIU, нових розробках Parallels та Microsoft Research.

## YaC/m
Yet another Conference on Marketing, абоYaC/m, конференція по цифровому маркетингу.  

### YaC/m-2013
Відбулася 16 травня 2013 року в Москві. На заході була представлена нова пошукова платформа Яндекса «Острови». Серед інших обговорюваних тем  — великі дані в рекламі, адаптивні інтерфейси, ранжування товарів, структурування даних в інтернет-магазинах, оптимізація в реальному часі та інше. Були присутні представники наступних компаній  — FutureLabs, Вікімарт, Lamoda, Відео Інтернешнл, Receptive та інші. 